# Nobunaga Oda
Nobunaga Oda (jap. 織田 信長 Oda Nobunaga; ur. 23 czerwca 1534 w Nagoi, zm. 21 czerwca 1582 w Kioto) – japoński przywódca, jedna z najważniejszych postaci końca okresu Muromachi i okresu Azuchi-Momoyama, a także w całej historii kraju. W momencie śmierci kontrolował 20 z 66 historycznych prowincji Japonii. Był pierwszym z „trzech zjednoczycieli państwa”. Pozostali dwaj to: Hideyoshi Toyotomi i Ieyasu Tokugawa.

## Początek kariery
W 1551 r. został daimyō klanu Oda, który przejął kontrolę nad prowincją Owari, znajdującą się na zachód od równiny Kantō i dziedzin rodzin: Imagawa, Takeda i Hōjō. W 1560 r. pod Okehazamą pokonał armię Yoshimoto Imagawy, który poległ. Tym samym na służbę do Nobunagi trafił Ieyasu Tokugawa (wcześniej był zakładnikiem na dworze Imagawów), który obok Hideyoshiego Toyotomiego okazał się najważniejszym dowódcą wojsk klanu Oda.
Aby utorować sobie drogę do stolicy kraju, Kioto, Nobunaga po kolei zajął prowincje Mino (1564) i Ōmi (1568), pokonując klan Saitō.

## Kontrola siogunatu Ashikagów
7 listopada 1568 Nobunaga wkroczył do Kioto, osadzając tam Yoshiakiego Ashikagę, przez którego następnie sprawował rządy. W regionie Kantō wojska pod dowództwem Ieyasu bez przerwy musiały walczyć z armią klanu Takeda lub Hōjō. Jednocześnie na północ od Mino Nobunaga walczył z wojskami rodzin Asakura i Azai o zdobycie kontroli nad prowincją Echizen. Największą bitwę – nad rzeką Ane – wygrał, lecz nie udało mu się osiągnąć głównego celu. Kolejny problem stanowiły potężne klasztory buddyjskie na górze Hiei, które dysponowały rozległymi posiadłościami, własnymi armiami mnichów-wojowników (sōhei) oraz poparciem ludu. Kilka z nich, m.in. Enryaku-ji w 1571 r. Nobunaga zniszczył doszczętnie.

## Przeciwnicy
W 1573 r. zmarł jeden z najbardziej znanych dowódców tego okresu, Shingen Takeda. Dwa lata później armia pokonała pod Nagashino wojska klanu Takeda dowodzone przez nowego przywódcę tej rodziny, Katsuyoriego. Zginęło 10 tysięcy ludzi. Szalę zwycięstwa przeważyły muszkiety, które Nobunaga wprowadził efektywnie do swojej armii jako jeden z pierwszych. Jego strzelcy stali w kilku rzędach i kolejno ładowali broń, dzięki czemu nie było długich przerw w salwach. Od tego czasu ten klan nie stanowił już większego zagrożenia dla Nobunagi.
Kolejnym przeciwnikiem był ród Mōri, który kontrolował 10 prowincji na zachodzie Honsiu. Walczyły z nim wojska Nobunagi pod wodzą Hideyoshiego i Mitsuhide Akechiego. Nie zdołały jednak pokonać armii daimyō Motonariego Mōri. Mitsuhide okazał się zdrajcą. W czerwcu 1582 r. upozorował wymarsz swoich wojsk z Kioto, a następnie przystąpił do oblężenia Nobunagi, który pozostał w Honnō-ji jedynie ze stu żołnierzami. 21 czerwca Nobunaga, otoczony i bez szans na ucieczkę, popełnił rytualne samobójstwo (seppuku). Wkrótce po nim Mitsuhide zmusił do samobójstwa syna Nobunagi - Odę Nobutadę - a następnie usiłował pozyskać dla swojej sprawy daimyō podległych Nobunadze sądząc, że Hideyoshi będzie zbyt uwikłany w walki na zachodzie, by zwrócić się przeciwko niemu. Nie docenił go jednak - korzystając ze swoich słynnych zdolności dyplomatycznych Hideyoshi zawarł układ z klanem Mōri i forsownym marszem powrócił niezwłocznie do Yamashiro, gdzie rozprawił się z siłami Mitsuhide Akechiego w bitwie pod Yamazaki. Akechi cieszył się swoją pozycją zaledwie przez 13 dni, koniec końców w trakcie ucieczki ponosząc śmierć z rąk chłopstwa.
Nobunaga zapisał się w pamięci i źródłach pisanych jako jeden z trzech zjednoczycieli Japonii - znakomity dowódca, reformator, ekscentryczny, a przede wszystkim człowiek bardzo okrutny.